# Schutz (Eifel)
Schutz település Németországban, Rajna-vidék-Pfalz tartományban. Lakosainak száma 155 fő (2023. december 31.).

## Népesség
A település népességének változása:
| Lakosok száma | 166  | 134  | 137  | 149  | 156  | 155  |
|               | 1975 | 2017 | 2019 | 2021 | 2022 | 2023 |